# نايل تومسون
نايل تومسون (16 أبريل 1974 ببرمنغهام في المملكة المتحدة - ) هو مدرب كرة قدم ولاعب كرة قدم كندي في مركز الهجوم. شارك مع منتخب كندا لكرة القدم. أما مع النوادي، فقد لعب مع إمباكت مونتريال وزولته فاريجيم وكريستال بالاس وكولتشستر يونايتد ونادي برينتفورد وويكمب وندررز ونادي أردريونيانز وفانكوفر وايتكابس (نادي كرة قدم) وSeattle Sounders (1994–2008) ‏ وSan Francisco Seals (soccer) ‏ وSurrey United SC ‏.

## وصلات خارجية
- نايل تومسون على موقع قاعدة بيانات كرة القدم.إي يو (الإنجليزية)
- نايل تومسون على موقع ناشيونال فوتبول تيمز (الإنجليزية)
- نايل تومسون على موقع Soccerbase.com (لاعب) (الإنجليزية)